# Alphonse Desjardins (Politiker)

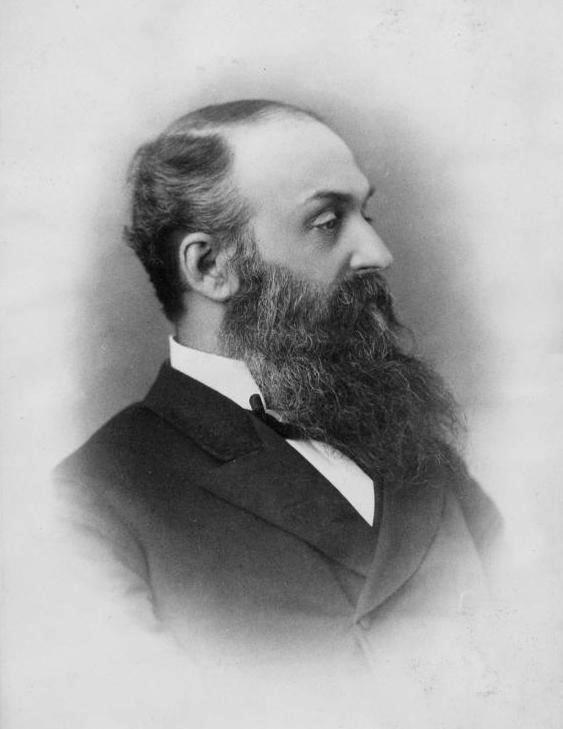
Alphonse Desjardins

Alphonse Desjardins, PC (* 6. Mai 1841 in Terrebonne; † 4. Juni 1912 ebenda) war ein kanadischer Politiker, Journalist und Unternehmer. Er war von 1874 bis 1892 Abgeordneter der Konservativen Partei im Unterhaus, danach bis 1896 Senator. Sieben Monate lang gehörte er im Jahr 1896 den Bundeskabinetten von Mackenzie Bowell und Charles Tupper an. Darüber hinaus hatte er von 1893 bis 1894 das Amt des Bürgermeisters von Montreal inne.

## Biografie
Der Sohn eines Gerichtsdieners erhielt seine Schulbildung am Collège Masson in Terrebonne. Einer seiner Lehrer war Louis-François Richer Laflèche, der spätere Bischof von Trois-Rivières, von dem er wahrscheinlich die ultramontane Weltanschauung übernahm. 1858 begann er am Collège Sainte-Marie in Montreal Recht zu studieren, 1862 erhielt er die Zulassung als Rechtsanwalt. Diesen Beruf übte er sechs Jahre lang aus, bis er sich dazu entschloss, Journalist zu werden. Zunächst war er für die Zeitung L’Ordre als Redakteur und Parlamentskorrespondent tätig, ab 1872 arbeitete er für Le Nouveau Monde, deren Teilhaber und Chefredakteur er wurde. Diese von Bischof Ignace Bourget unterstützte Zeitung verbreitete vehement das ultramontane Gedankengut, lehnte jegliche politische Kompromisse ab und verurteilte den Liberalismus. Als Anerkennung für seine Verdienste um die katholische Kirche erhielt Desjardins 1872 den Piusorden.
Desjardins’ geschäftliche Aktivitäten waren vielfältig. So war er bei der Banque Jacques-Cartier ab 1876 Mitglied des Verwaltungsrates und ab 1879 Präsident. Kurz vor seinem Eintritt war das Finanzinstitut, zu deren Gründern auch sein Schwiegervater gehört hatte, in eine finanzielle Schieflage geraten. Desjardins gelang es, die Bank zu sanieren und wieder profitabel zu machen. Darüber hinaus war er an mehreren anderen Unternehmen in den Sparten Versicherungen, Eisenbahnen und Bergbau beteiligt, ebenso war er Präsident einer Ziegelfabrik.
Bei der Unterhauswahl 1874 kandidierte Desjardins im Wahlkreis Hochelaga und wurde oppositionslos per Akklamation gewählt. Er setzte sich im Parlament erfolglos gegen die Verbannung des Métis-Rebellenführers Louis Riel ein. Nach dessen Hinrichtung im Jahr 1885 organisierte er mehrere Protestkundgebungen. Premierminister John Abbott ernannte Desjardins am 1. Oktober 1892 zum Senator. Zusätzlich wurde er 1893 zum Bürgermeister von Montreal gewählt und schlug dabei Amtsinhaber James McShane. Auf lokaler Ebene konnte er jedoch kaum etwas bewirken, so dass er nach nur einem Jahr zurücktrat. Premierminister Mackenzie Bowell berief Desjardins am 15. Januar 1896 ins Bundeskabinett, in welchem er bis Ende April das Amt des Verteidigungsministers innehatte. Im kurzlebigen Kabinett von Bowells Nachfolger Charles Tupper war er bis zum 8. Juni 1896 Minister für staatliche Bauvorhaben. Acht Tage später zog er sich endgültig aus der Politik zurück.
Eine Bankenkrise im Jahr 1899 brachte auch die von Desjardins geführte Banque Jacques-Cartier in finanzielle Schwierigkeiten. Nach über zwei Jahrzehnten im Amt musste er als Bankpräsident zurücktreten.